# Жучково (Калининградская область)
Жучково (до 1938 — Жускемен (нем. Szuskehmen), до 1946 — Ангерхох (нем. Angerhöh)) — посёлок в Озёрском городском округе, до 2014 года входил в состав Гавриловского сельского поселения.

## История
Впервые в документах населенный пункт Шускемен упоминается в 1539 году. В 1639 году в Шускемене был открыт трактир, в мае 1737 года — школа.
В 1874 году Жускемен стал центром одноименного административного округа, состоящего из 10 сельских муниципалитетов, и входил в состав правительственного округа Гумбиннен провинции Восточная Пруссия.
В 1938 году Жускемен был переименован в Ангерхёх, в 1946 году - в поселок Жучково.

## Население
| 1910 | 1933 | 1939 | 2002 | 2010 |
| ---- | ---- | ---- | ---- | ---- |
| 431  | ↘396 | ↘347 | ↘105 | ↘74  |